# Герман фон дер Гег
Герман фон дер Гег (нім. Hermann von der Höh; 23 квітня 1920, Фельберт — 15 червня 1996, Фельберт) — німецький офіцер-підводник, оберлейтенант-цур-зее резерву крігсмаріне.

## Біографія
9 квітня 1940 року вступив на флот. З 8 березня 1941 року — вахтовий офіцер в 15-й, з 1 жовтня 1941 року — 3-й вахтовий офіцер в 12-й, з 31 січня 1942 року — в 13-й флотилії мінних тральщиків. З 14 квітня по 7 червня 1942 року пройшов курс вахтового офіцера-підводника. З 8 червня 1942 року — 2-й, з 18 жовтня 1943 року — 1-й вахтовий офіцер на підводному човні U-445, на якому взяв участь у шести походах. З 27 березня по 22 квітня 1944 року пройшов курс ППО для підводників, з 23 квітня по 15 травня — курс кермування, з 16 травня по 31 липня — курс командира підводного човна, після чого відряджений в 31-шу флотилію. В жовтні 1944 року направлений на будівництво U-2346. З 20 листопада 1944 року — командир U-2346. 5 травня 1945 року наказав затопити човен в рамках операції «Регенбоген». 8 травня 1945 року взятий в полон британськими військами.

## Звання
- Рекрут (9 квітня 1940)
- Матрос-єфрейтор резерву (1 січня 1941)
- Боцманмат (1 березня 1941)
- Боцман (9 січня 1942)
- Боцман резерву (20 березня 1942)
- Обербоцман резерву (24 квітня 1942)
- Лейтенант-цур-зее резерву (1 жовтня 1942)
- Оберлейтенант-цур-зее резерву (1 березня 1944)

## Нагороди
- Залізний хрест
  - 2-го класу (серпень 1941)
  - 1-го класу (28 лютого 1944)
- Нагрудний знак мінних тральщиків (вересень 1941)
- Нагрудний знак підводника (28 березня 1943)